# Międzylesie (powiat wągrowiecki)
Międzylesie – wieś w Polsce położona w województwie wielkopolskim, w powiecie wągrowieckim, w gminie Damasławek.
W latach 1975–1998 miejscowość należała administracyjnie do województwa pilskiego.